# Nuno Calado
Nuno Calado é um radialista português. Atua como locutor e produtor de rádio na Antena 3 e comentarista da SIC Radical.

## Biografia
Começou a fazer rádio numa rádio-pirata na década de 1980.
Iniciou o trabalho na Antena 1 da RDP em 1991, tendo migrado para a Antena 3 quando da sua fundação (1994), ano em que criou o programa de rock alternativo e independente Indiegente. Nesta emissora participou em diversos programas, como por exemplo o "Rádio Clube" e o "MP3".
Foi, juntamente com Fernando Alvim, o primeiro apresentador do programa "Prova Oral".
É um dos No DJs Antena 3, juntamente com Filipe Nabais e Luís Oliveira.
Nuno Calado é um dos jurados do Rock Nordeste